# Нижегородское кольцо
Нижегородское кольцо — стационарная  трасса для проведения соревнований по автомобильным кольцевым гонкам, шоссейно-кольцевым мотогонкам, гонкам на картах. Первая в России гоночная трасса, по международной классификации относящаяся ко II-й категории.
Строительство началось 15 декабря 2008 года, официальное открытие  состоялось 3 июля 2010 года.

## Расположение
Расположена в 16 км от Автозаводского района Нижнего Новгорода. На автомобильной дороге Р125, в 10 км от пересечения с М7 (E 22).
Рядом расположены любительская трасса ралли-спринта и богородский ипподром.
Расстояние до ближайшего населённого пункта — деревни Берёзовка составляет 0,7 км.

## История строительства
До начала строительства кольцевые гонки порой проводились в Нижнем Новгороде в плохо приспособленных для этого местах. Например, в 1997 году с использованием путепроводной развязки.
В августе 2008 года проект трассы прошёл согласование в Российской автомобильной федерации.
Строительство началось 15 декабря 2008 года, на месте временной трассы. По итогам конкурса в качестве подрядчика было выбрано ООО «Арзамасдорремстрой».
В июне 2009 года из-за переноса границ комплекса в связи с близким расположением газопроводов, конфигурация трассы была изменена. В отдельную была выделена трасса для ралли-кросса, максимальная расчетная скорость снижена с 250 до 233 км/ч, длина трассы увеличена с 3016 до 3222 м.
В июле 2009 года завершена подготовка основания и началась укладка первого слоя асфальта.
16 октября  была завершена укладка второго слоя асфальта.
12-13 ноября на строящейся трассе журнал «За рулём» провел тестирование спортивного автомобиля Skoda Octavia RS, а 1 декабря журнал «Форсаж» протестировал Hyundai Genesis Coupe. А 5-6 января 2010 года прошли открытые трек-дни. Для проведения трек-дней и любительского Кубка по кольцевым гонкам  был укатан снег на двух конфигурациях.
Первые соревнования планировалось провести осенью 2009 года, но затем были перенесены на весну 2010 года. В мае  Международная автомобильная федерация подтвердила соответствие проекта трассы требованиям второй международной категории.
Весной и летом строительство продолжилось: велось обустройство территории и подготовка к укладке третьего слоя асфальта на треке. 4 июня начались работы по укладке третьего (финального) слоя асфальта и поребриков.
26 июня 2010 года состоялся четвёртый этап кубка MaxPowerCars, дата его проведения совпала с аномальной жарой: температура воздуха была +38 градусов, асфальта +71 градус.
Открытие трассы состоялось 3 июля 2010 года, на церемонии присутствовал губернатор Нижегородской области Валерий Шанцев.
9-11 июля на конфигурации B, длиною 2850 м, прошел второй этап Чемпионата и Кубка России по кольцевым гонкам серии RTCC. В соревнованиях приняли участие 37 пилотов.
7-8 августа 2010 года на трассе планировалось проведение 5-го этапа Кубка России по дрэг-рейсингу.
В октябре 2010 сообщалось о начале проработке планов по увеличению числа конфигураций и протяженности трассы до 4700 м.
Начиная с лета 2011 года планируется строительство второй очереди комплекса, включающей инфраструктуру. Проект разработан в «Металлимпресс» и предусматривает строительство трибун на 4820 зрительских мест, 19 боксов для двух машин каждый, кафе на 40 посадочных мест, автостоянки на 293 места, мойки, сервисно-технического центра, административного корпуса и конференц-зала.

## Характеристики трассы
Основные характеристики:
- Длина трассы — 3222 м

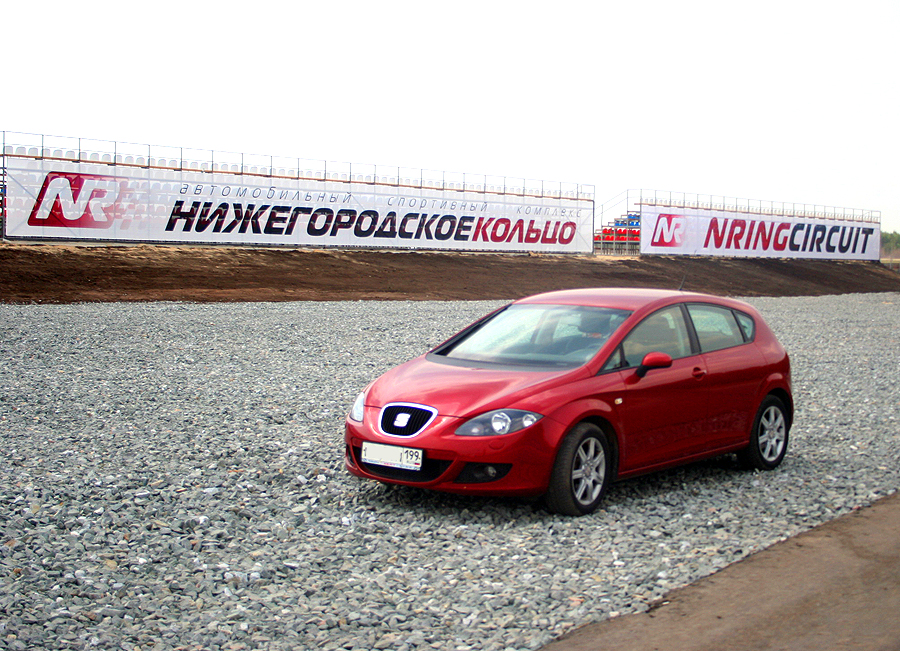
SEAT_León II

- Самая длинная прямая — 400 м; прямая для дрэг-рейсинга — 805 м[25]
- Минимальная ширина — 12 м
- Максимальная ширина — 16 м
- Перепад высот — 9,6 м
- Покрытие — асфальт/асфальтобетон
- Максимальная расчётная скорость на стартовой прямой — 233 км/ч[10]
- Средняя расчётная скорость круга — 132 км/ч[10]
- Направление движения — по часовой стрелке
- Количество поворотов — 15
- Допустимое количество автомобилей участников:
  - Формула — 30
  - Спортпрототип — 32
  - Туризм (до 2000 см³) — 35
  - Туризм (до 1600 см³) — 38

### Конфигурации
Проектом предусмотрено 3 трассы для кольцевых автогонок, а также трассы для кольцевых мотогонок, картинга, тренировок и дрэг-рейсинга:

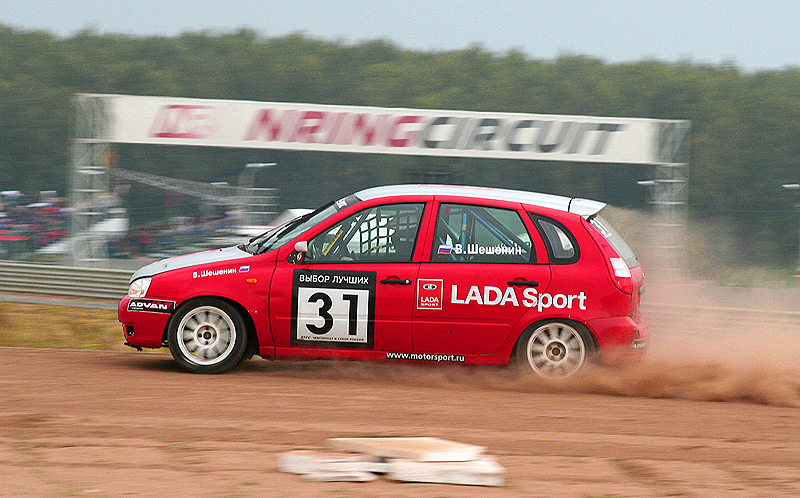
Шешенин Владимир, 6-й этап RTCC 2010

- Трассы для кольцевых гонок (направление — по часовой стрелке, ширина 12-16м)
  1. Конфигурация A — 3222 м.
  2. Конфигурация B — 2850 м.
  3. Конфигурация C — 2009 м.
- Конфигурация D: прямая для дрэг-рейсинга (длина 805 м, ширина 16 м).
- Конфигурация E: овал (длина 617 м, ширина 12 м).
- Конфигурация F: тренировочная трасса (длина 1836 м, ширина 12 м).
- Конфигурация G: трасса для картинга (направление — по часовой стрелке, длина 1379 м, ширина 10-16 м).

## Спортивные мероприятия
Сразу после официального открытия, Нижегородское кольцо стало одним из мест проведения Российской туринговой гоночной серии. Всего в первом сезоне прошло более 20 различных гоночных мероприятий. А через год после открытия на Нижегородском кольце финишировал Чемпионат и Кубок России по шоссейно-кольцевым мотогонкам.
- 2010 год:
  - 11 июля  — 2-й этап RTCC 2010,
  - 29 августа  — 5-й этап RTCC 2010,
  - 12 сентября  — 6-й этап RTCC 2010,
- 2011 год:
  - 3 июля  — 3-й этап RTCC 2011,
  - 10 июля — первый зачётный этап Кубка LADA Granta[30],
  - 27 августа  — первый этап RHHCC на Нижегородском кольце[31],
  - 10-11 сентября  — заключительный этап Чемпионата и Кубка России по шоссейно-кольцевым мотогонкам[29].
- 2012 год:
  - 18 февраля — Слалом. Кубок «Нижегородского кольца».
  - 3 марта — Нижегородская премьера Джимханы.
  - 29 апреля — Первый этап MaxPowerCars.
  - 20 мая — Russian Superbike Championship-Чемпионат и Кубка России по шоссейно-кольцевым мотогонкам.
  - 27 мая — Любительский кубок Nring.
  - 11 июня — Российская Дрифт Серия.
  - 1 июля — дан старт новой гоночной серии «National Light Series» (NLS), участвовать в которой смогут только отечественные автомобили Lada и ГАЗ «Волга».
  - 8 июля — 3-й этап Чемпионата и Кубка России по мотогонкам.
  - 22 июля — Летний автомобильный фестиваль "Ярмарка тест-драйвов «Русские горки» с успехом прошел на «Нижегородском кольце» 22 июля. Говоря сухим языком цифр, более 5000 нижегородцев решили провести этот летний выходной в компании единомышленников.
  - 28 июля — В этом году гоночная трасса «NRing» принимала 5 и 6 этап Чемпионата по автогонкам между любительскими автомобильными клубами — Russian Hot Hatch Club Championship (RHHCC). Два этапа напряжённой и честной борьбы, только самые горячие хетчбэки («hot hatch»), самые отчаянные пилоты, и самые безудержные скорости.
  - 29 июля — На профессиональной гоночной трассе «Нижегородское кольцо» 29 июля прошёл второй этап новой гоночной серии — NLS. Бескомпромиссная борьба, стремление к победе, мастерство и азарт гонщиков сделали обе гонки этапа ярким спортивным событием.
  - 1 сентября — Второй этап кубка Нижнего Новгорода по drag racing «Битва Моторов» обещал стать знаковым во всех отношениях для любительского автоспорта Нижнего Новгорода.
  - 2 сентября — на профессиональной гоночной трассе «Нижегородское кольцо» прошли соревнования «Кубок по летним кольцевым гонкам в классе автомобилей карт», посвящённый памяти Фейгина А. Р., победу в которых праздновала команда г. Богородска.
  - 15-16 сентября — 7 этап новой гоночной серии Russian Racing Championship (RRC), состоявшийся 15 и 16 сентября на «Нижегородском кольце», наглядно показал — в идею объединения всех гоночных классов под эгидой Российской Автомобильной Федерации (РАФ) поверили все.
  - 22 сентября — Запах жженой резины, клубы дыма, солнечная погода и прекрасная трасса — так запомнятся участникам и зрителям первые любительские соревнования по дрифтингу на АСК «Нижегородское кольцо» «DRIFT ATTACK».
  - 23 сентября — Третий этап NLS, прошедший на «Нижегородском кольце» 23 сентября, ознаменовался сразу несколькими рекордами.
  - 6 октября — на «Нижегородском кольце» прошел заключительный этап 2012 года серии MaxPowerCars.
  - 14 октября — 4 этап National Light Series стал не только финальным в этой серии, но и завершающим летний спортивный сезон на трассе NRing.
- 2021 год:
  - 24 апреля — 1 этап National Light Series
  - 25 апреля — 1 этап Чемпионата и Первенства Нижегородской области по картингу
  - 8 мая — 2 этап National Light Series.
  - 9 мая — 2 этап Чемпионата и Первенства Нижегородской области по картингу
  - 10 мая — 1 этап Летнего Любительского Кубка NRing
  - 15 мая — Дуатлон
  - 21-23 мая — RDS GP
  - 29-30 мая — Чемпионат и Первенство Приволжского Федерального округа и Уральского Федерального округа по картингу
  - 5-6 июня — Кубок РАФ «Серия Ротакс Макс».
  - 12 июня — 2 этап чемпионата MOTO.MSK.CUP и этап Чемпионата и Первенства Нижегородской области по картингу
  - 13 июня — 2 этап чемпионата MOTO.MSK.CUP
  - 19-20 июня — 2 этап чемпионата и Кубка России по автомобильным кольцевым гонкам
  - 26-27 июня — соревнования Motoring International Cup